# Шмит, Йёрген Хоген
Йёрген Хоген Шмит (дат. Jørgen Haagen Schmith; 18 декабря 1910, Копенгаген — 15 октября 1944, Копенгаген, Дания) — датский антифашист, участник движения сопротивления во время немецкой оккупации Дании в 1940—1945 гг., более известный под кличкой Цитрон (Citronen).

## Биография
До начала Второй мировой войны работал режиссёром мюзик-холла в Копенгагене. После немецкого вторжения, активный участник сопротивления, член Хольгер Данске, Й. Шмит вместе с соратником по сопротивлению Бентом Форшу-Видом по кличке «Пламя» провел ряд успешных операций против оккупантов.
В июле 1943 года он осуществил диверсию в гараже Citroën, в ходе которой были уничтожены 6 немецких автомобилей и танк. Именно после этой диверсии он получил прозвище «Цитрон» (Ситрон).
19 сентября 1944 г. Цитрон и Пламя провели еще одну операцию, маскируясь под полицейских, но в тот же день немцы арестовали всю датскую полицию. Оба антифашиста были схвачены, но, несмотря на то, что они активно разыскивались гестапо, не были опознаны.
Неоднократно ему удавалось уходить от облав и погонь. Но все же в октябре 1944 года фашисты установили место его нахождения и окружили дом.
Шмит оборонялся в течение нескольких часов против превосходящих сил врага, в ходе схватки уничтожил 11 и ранил около десятка немцев, прежде чем дом был подожжен.
При попытке к бегству из пылающего дома он был застрелен.
В 2008 году режиссёр Оле Кристиан Мадсен снял фильм «Пламя и Цитрон» о подвиге антифашистов Дании. Главную роль Йёргена Хогена Шмит (Цитрона) исполнил датский киноактёр Мадс Миккельсен.
Посмертно награждён медалью Свободы (США).